# 乔·费伯尔
约瑟夫·费伯尔（英語：Joseph Fabel，1913年9月4日—1967年1月31日），美国NBA联盟前职业篮球运动员。